# چهره‌های سیمون ماشار
چهره‌های سیمون ماشار یکی از کارهای نویسندهٔ مدرنیست آلمانی برتولت برشت است. برتولت برشت نمایشنامه‌نویس، کارگردان تئاتر و شاعر سوسیالیست آلمانی در ۱۰ فوریه ۱۸۹۸ به‌دنیا آمد و در ۱۴ اوت ۱۹۵۶ درگذشت.

## خلاصه کتاب
در این نمایش، یک دختر نوجوان به نام سیمون در یک پمپ بنزین در مرکز فرانسه کار می‌کند. برادر بزرگتر او سرباز در ارتش است و نیروهای ورماخت (ارتش) در حال نزدیک شدن هستند. او در حالی که مجذوب کتابی در مورد سنت خوان شده، به رویاهایی سیر می‌کند که در آن افراد واقعی در زندگی او هویتهای دیگری دارند. برادر سیمون به عنوان یک فرشته، رئیس او یک ترسو و خودش را به عنوان سنت خوان که به پناهندگان گرسنه کمک می‌کند و کارفرمایش را به مبارزه می‌طلبد می‌بیند.
در عالم واقع او یک منبع مخفی بنزین را قبل از اینکه آلمانی‌ها به آن برسند به آتش می‌کشد. او در خواب دستگیر و به مرگ محکوم می‌شود. آلمانی‌ها او را به عنوان کسی که به عمد حریق ایجاد کرده است به مقامات فرانسه تحویل دادند اما او توسط راهبه‌ها به یک دیوانه خانه تحویل داده می‌شود…

## اجرای نمایشنامه
سعید سلطانپور در سال ۱۳۵۱ نمایش «چهره‌های سیمون ماشار» را به صحنه برد. آن زمان سالن سازمان اطلاعات و امنیت کشور (ساواک) سالن نمایش را پس از سه شب قرق کرد اما از بیم اعتراض و تهاجم دانشجویان به سالن نمایش، عقب‌نشینی کرد و نمایش «چهره‌های سیمون ماشار» ۱۰ شب دیگر با استقبال دانشجویان اجرا شد.
سلطانپور در این نمایش‌نامه یک دختر مبارز چریک را که بر سر آرمان‌هایش با نیروهای فاشیستی می‌جنگد به نمایش کشیده است. دختری که سرانجام در این مسیر اعدام می‌شود. سعید سلطانپور خودش هم در این نمایشنامه در نقش یک سرباز بازگشته از جنگ ظاهر می‌شود.